# Trijem
Trijem u arhitekturi označava nadkriven otvoreni prostor, s jedne strane naslonjen na zgradu ili na zid; njegova krovna konstrukcija najčešće počiva na stupovima ili stupcima.
Portik (latinski: porticus) je ulazni trijem koji vodi do vrata u zgradu, ili natkriveni prolaz sa stupovima - arkada. Portik se prvi put pojavio u Staroj Grčkoj kao pronaos ("ispred hrama") na ulazu u hram. 
Veranda (sanskrt: vahir (বাহির, "izvana") i andar (অন্দর, unutra) je natkrivena otvorena galerija ili trijem koja se često opisuje kao "galerija sa stupovima oko glavne građevine". Često je zatvorena ogradom i pruža se duž cijele strane građevine. U Europi ju prvi koriste Portugalci i Španjolci (baranda ili barandilla) za ogradu ili balkon.
Porte-cochère (francuski za "vrata za kola") je trijem na manjem ili sporednom ulazu u zgradu kroz koji mogu proći kola, zaustavivši se ispod njegovog krova (obično veličine kola) kako bi putnici mogli izravno izaći iz kola u zgradu zaštićeni od vremenskih prilika.

## Vanjske poveznice
- Trijem i vanjsko predvorje Salomonovog hrama na wikiizvoru; Biblija, ekumenski prijevod, preveo: Tomislav Dretar.